# Dane Korica
Danijel Korica (cyr. Данијел Корица, ur. 10 czerwca 1945 we wsi Kutinska Slatina w Chorwacji) – serbski lekkoatleta startujący w barwach Jugosławii, długodystansowiec,  mistrz uniwersjady w 1973, olimpijczyk.

## Kariera sportowa
Zajął 5. miejsce w biegu na 3000 metrów na europejskich igrzyskach halowych w 1968 w Madrycie i 6. miejsce w tej konkurencji na europejskich igrzyskach halowych w 1969 w Belgradzie. Na mistrzostwach Europy w 1969 w Atenach zajął 7. miejsce w biegu na 5000 metrów i 10. miejsce w biegu na 10 000 metrów, a na kolejnych mistrzostwach Europy w 1971 w Helsinkach na obu tych dystansach był czwarty. Zajął 7. miejsce w biegu na 10 000  metrów na igrzyskach olimpijskich w 1972 w Monachium.
Zwyciężył w biegu na 10 000 metrów na uniwersjadzie w 1973 w Moskwie).
Odniósł wiele sukcesów w mistrzostwach krajów bałkańskich, zdobywając złote medale w biegach na 5000 metrów i na 10 000 metrów w latach 1970–1973, a także srebrne medale w obu tych konkurencjach w 1968 i 1969 oraz brązowy medal w biegu na 5000 metrów w 1965. Był również mistrzem krajów bałkańskich w biegu przełajowym w latach 1969–1972.
Był mistrzem Jugosławii w biegach na 5000 metrów i na 10 000 metrów w latach 1968–1973  oraz w biegu przełajowym na długim dystansie w 1966, 1971 i 1972.
Trzykrotnie poprawiał rekord Jugosławii w biegu na 5000 metrów do czasu 13:31,2 (30 czerwca 1971 w Helsinkach) i dwukrotnie w biegu na 10 000 metrów  do wyniku 27:58,38 (10 sierpnia 1971 w Helsinkach). Wyniki te były rekordami Jugosławii aż do jej rozpadu, a rezultat Koricy w biegu na 10 000 metrów jest aktualnym (luty 2022) rekordem Serbii.